# June Clark
Argelia Junius "June" Clark (24 de marzo de 1900 en Long Branch, Nueva Jersey – 23 de febrero de 1963 en la ciudad de Nueva York) fue un trompetista y cornetista de jazz estadounidense, y director de boxeo.

## Biografía
Clark, nativo de Long Branch, tocaba el piano cuando era niño, luego comenzó a tocar la corneta y la trompeta y tocaba en bandas de música locales. Aceptó un trabajo como portero en Nueva Orleans y luego actuó en una revista musical llamada SH Dudley 's Black Sensations, donde tocó con James P. Johnson. Clark y Johnson se separaron del espectáculo para actuar solos, aterrizando en Toledo, Ohio y tocando con Jimmy Harrison a finales de la década de 1910. En 1920, Clark se mudó a Filadelfia, donde tocó con Josephine Stevens y Willie "The Lion" Smith (1921-22). Luego actuó en el espectáculo itinerante Holiday in Dixie, pero esta empresa colapsó en Detroit después de una mala racha, y Clark empezó a trabajar temporalmente en una fábrica de automóviles. Se reincorporó a Harrison poco después como miembro de la Fess Williams Band.
En 1924, Clark estaba en la ciudad de Nueva York, tocando con su propia banda en varios clubes nocturnos y otros lugares de la ciudad. Tocó con Ferman Tapp, Jimmy Reynolds (1933-1935), George Baquet, Charlie Skeete y Vance Dixon en la década de 1930, pero problemas de salud lo llevaron a dejar la música para actuar como manager de gira de Louis Armstrong. Sufrió un ataque prolongado de tuberculosis en 1939 y estuvo postrado en cama durante varios años. Después de su recuperación trabajó como asesor musical y ayudó a Earl Hines. Más tarde, en la década de 1940, dejó la música por el boxeo y se convirtió en el manager de Sugar Ray Robinson.